# Callipallene minuta
Callipallene minuta là một loài nhện biển trong họ Callipallenidae. Loài này thuộc chi Callipallene. Callipallene minuta được miêu tả khoa học năm 2009 bởi Müller & Krapp.